# Brottby
Brottby – miejscowość (tätort) w Szwecji, w regionie administracyjnym (län) Sztokholm, w gminie Vallentuna. Według danych Szwedzkiego Urzędu Statystycznego liczba ludności wyniosła: 224 (31 grudnia 2015), 262 (31 grudnia 2018) i 277 (31 grudnia 2019).